# Ischnopteris fidelis
Ischnopteris fidelis är en fjärilsart som beskrevs av W. Warren 1904. Ischnopteris fidelis ingår i släktet Ischnopteris och familjen mätare. Inga underarter finns listade i Catalogue of Life.